# 遊園地の一覧
遊園地の一覧（ゆうえんちのいちらん）は、世界各国の遊園地を地域別の一覧にまとめたリンクである。

## 地域別
- アジアの遊園地の一覧
- アフリカの遊園地の一覧
- アメリカ大陸の遊園地の一覧
- オセアニアの遊園地の一覧
- ヨーロッパの遊園地の一覧